# Micropentila katerae
Micropentila katerae är en fjärilsart som beskrevs av Henry Stempffer och Bennett 1965. Micropentila katerae ingår i släktet Micropentila och familjen juvelvingar. Inga underarter finns listade i Catalogue of Life.